# 烫伤
烫伤（英語：Scalding）是一种由加热的流体（例如沸水或蒸汽）所引起的热烧伤。大多数烫伤被认为是一级或二级烧伤，在长时间接触熱流體時有可能会导致三级烧伤。